# Honnechy British Cemetery
Honnechy British Cemetery est un cimetière militaire de la Première Guerre mondiale situé sur le territoire de la commune d'Honnechy dans le département du Nord.

## Historique
Honnechy faisait partie du champ de bataille du Cateau en août 1914, et à partir de ce moment-là, il resta aux mains des Allemands jusqu'au 9 octobre 1918, date à laquelle le village fut repris la 25e Division et la 6e Brigade de Cavalerie britannique. De cette date à 1918, Honnechy fut un centre hospitalier allemand et depuis sa capture jusqu'à la fin d'octobre, il devint un centre d'ambulance de campagne britannique. Le village resta habité par la population civile pendant toute la guerre. 

## Caractéristique
Le cimetière britannique d'Honnechy se trouve aussitôt la sortie du village, rue du Calvaire, sur la route menant à Reumont.Le cimetière se dresse sur le site d'un cimetière allemand commencé à la bataille de Cambrai en 1917 et utilisé par les troupes allemandes puis britanniques jusqu'au 24 octobre 1918. Les 300 tombes allemandes ont été déplacées vers un autre cimetière, laissant 44 tombes britanniques et, en 1922 et 1923, le cimetière fut reconstruit  avec d'autres corps de soldats alliés de cimetières allemands des environs. Sur les 454 soldats inhumés, 107 sont non identifiés.

## Galerie

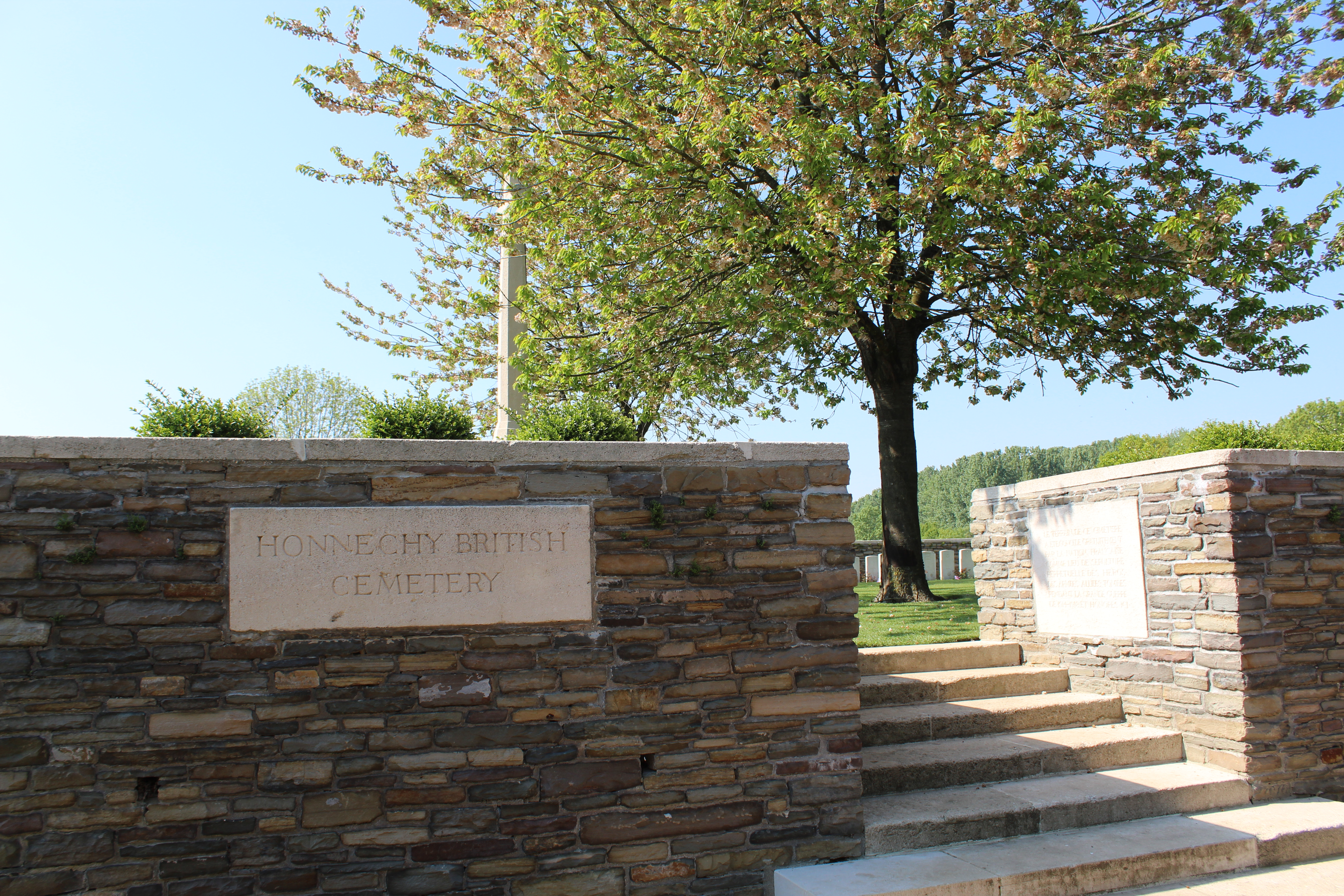
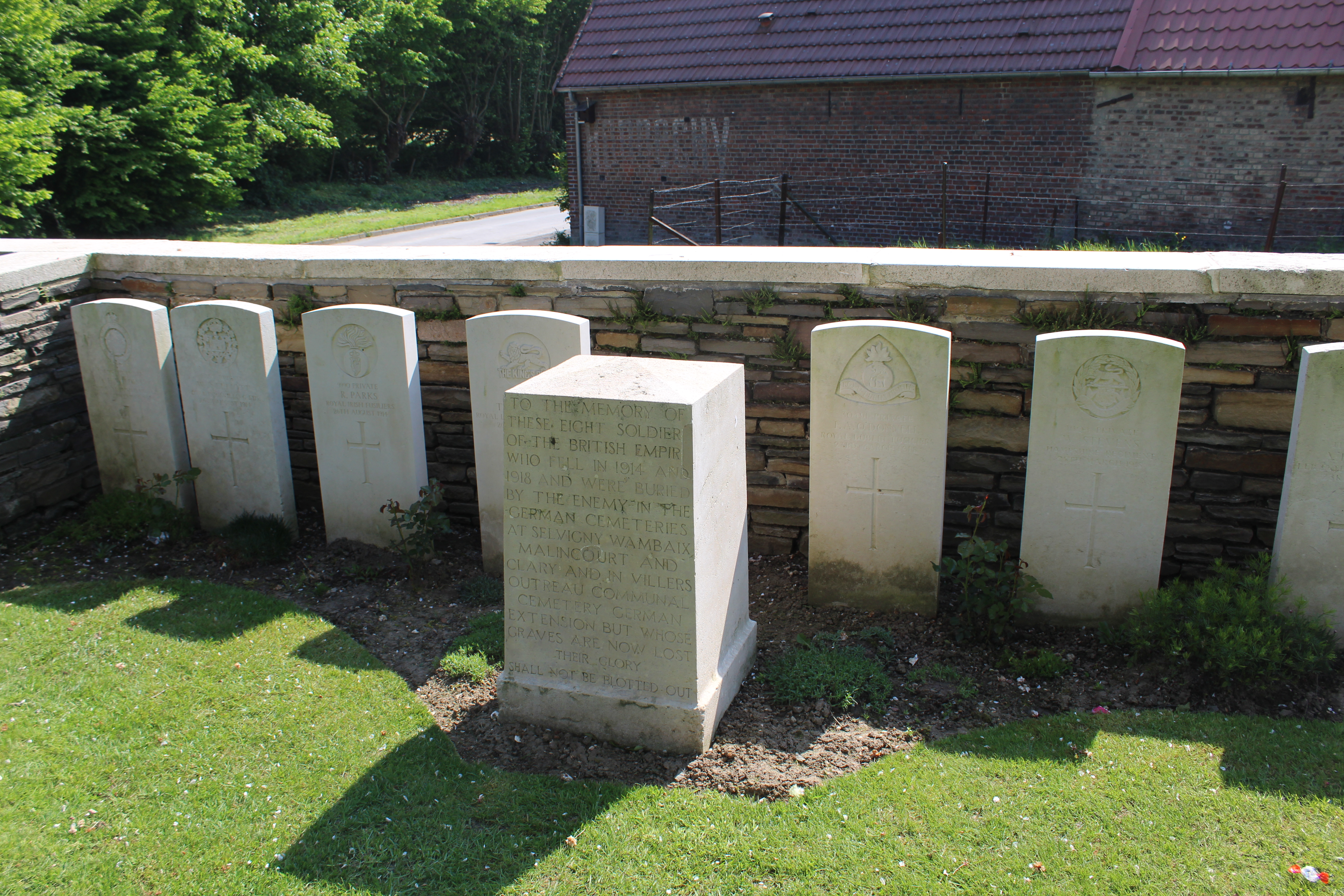
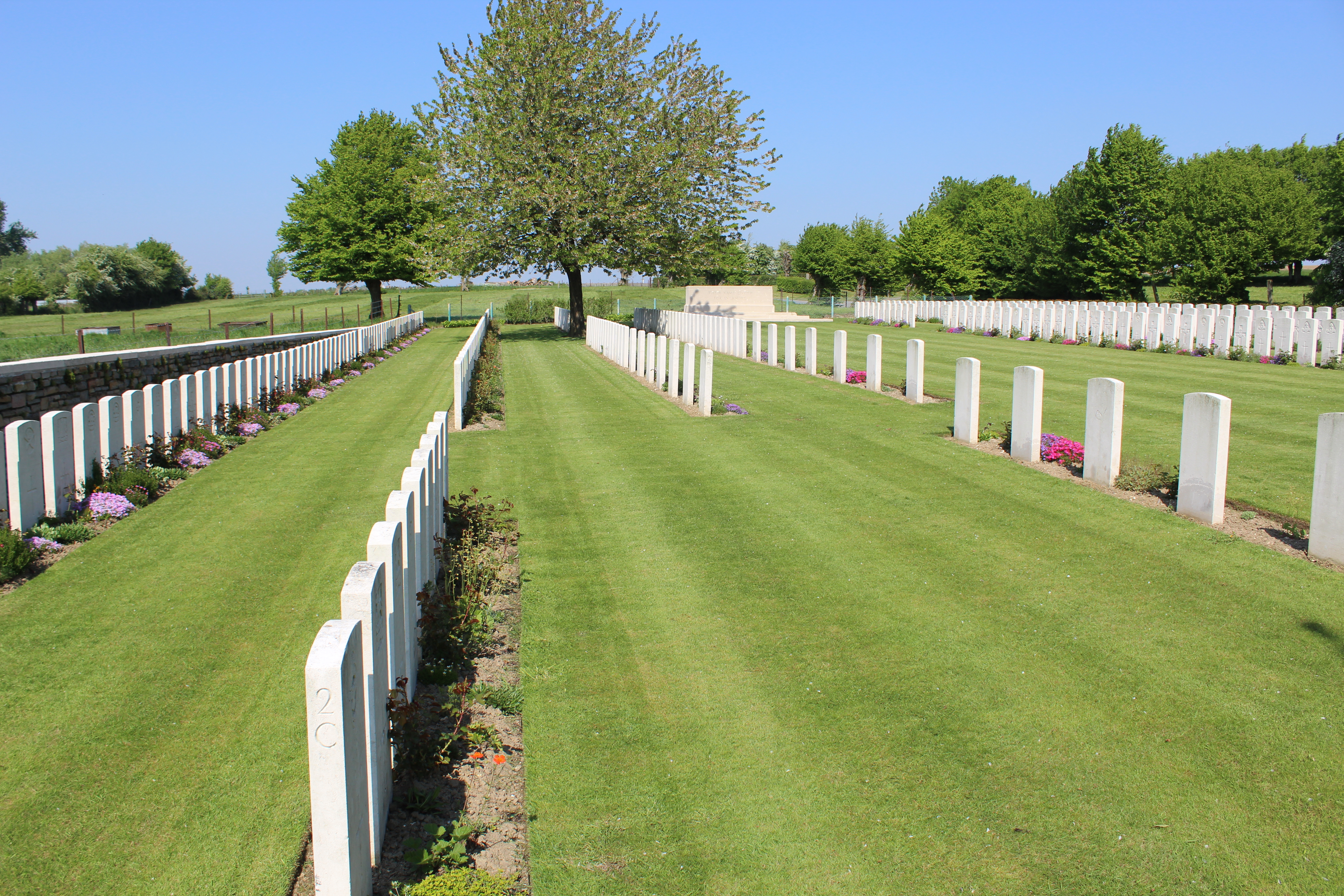

## Sépultures
| Pays                   | Sépultures |
| ---------------------- | ---------- |
| Royaume-Uni            | 422        |
| Canada                 | 2          |
| Union d'Afrique du Sud | 3          |
| Nouvelle-Zélande       | 27         |
| Total                  | 454        |